# 西蒙博利瓦爾縣
西蒙博利瓦爾縣（西班牙語：Cantón Simón Bolívar），是厄瓜多爾的縣份，位於該國中部，由瓜亞斯省負責管轄，距離瓜亞基爾66公里，面積292平方公里，海拔高度20米，2001年人口27,483，人口密度每平方公里87人。